# مانفرد آیگن
مانفرد آیگن (به آلمانی: Manfred Eigen) (زادهٔ ۹ مهٔ ۱۹۲۷ – درگذشتهٔ ۶ فوریهٔ ۲۰۱۹) زیست‌شیمی‌فیزیکدان آلمانی بود که جایزه نوبل شیمی سال ۱۹۶۷ را به خاطر کار بر روی اندازه‌گیری‌های شیمیایی در واکنش‌های سریع دریافت کرد.

## کار
آیگن مدرک دکترای خود را از دانشگاه گوتینگن دریافت کرد. او مدیر پیشین مؤسسه ماکس پلانک برای زیست‌شیمی‌فیزیک در شهر گوتینگن آلمان بوده‌است.
آیگن در سال ۱۹۶۷ به همراه رونالد نوریش و جرج پرتر برندهٔ جایزهٔ نوبل شیمی شد. آن دو به دلیل پژوهش‌هایشان بر روی واکنش‌های بسیار سریع شیمیایی که در نتیجهٔ القای پالس‌های بسیار کوتاه‌مدت انرژی پدید می‌آیند، موفق به دریافت این جایزه شدند. نام او همچنین گره‌خورده با نگرهٔ ابرچرخه‌های شیمیایی است که رابطهٔ میان چرخه‌های شیمیاییِ خودسامان پدیدآورندهٔ حیات را بیان می‌کند.